# Mięsień prostownik promieniowy nadgarstka

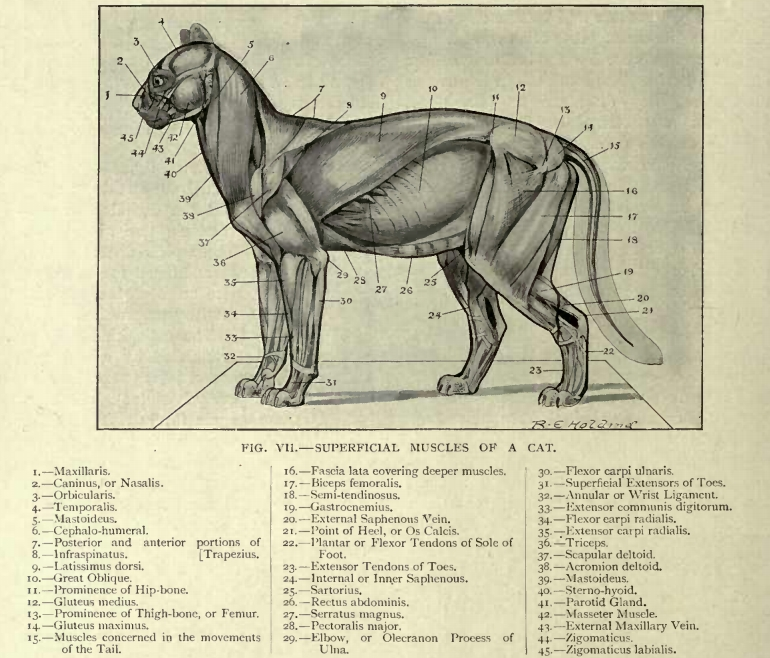
Prostownik promieniowy nadgarstka u kota oznaczony liczbą 35

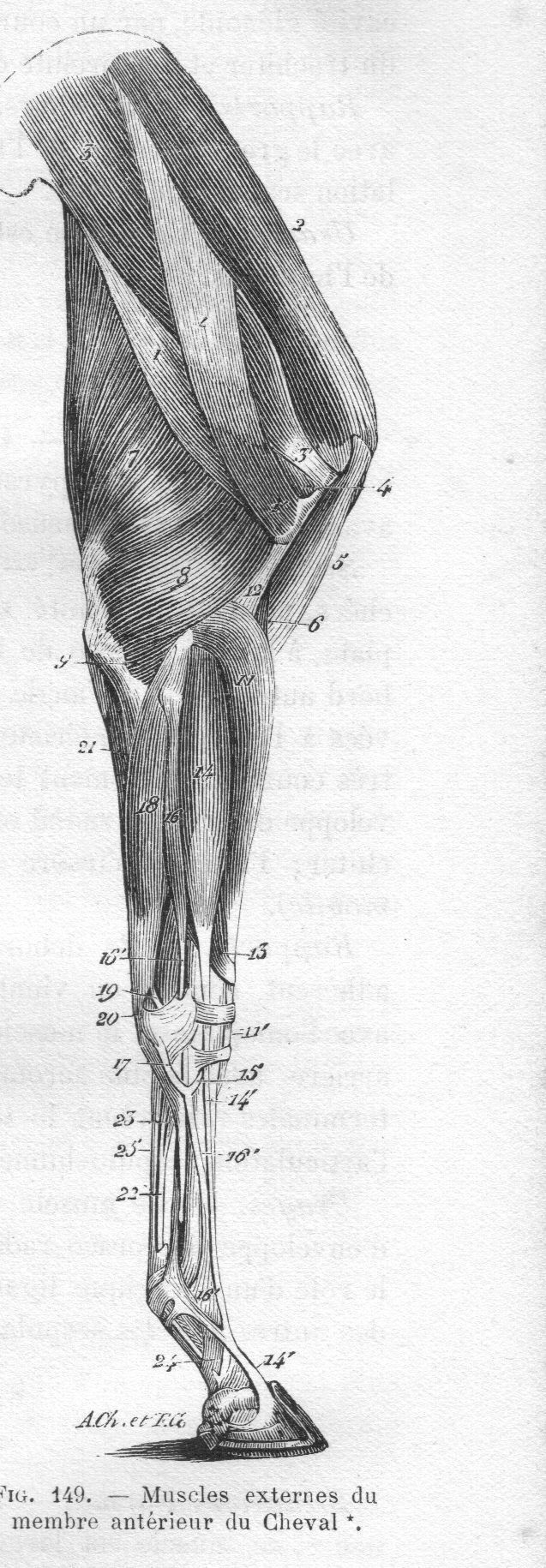
Prostownik promieniowy nadgarstka u konia oznaczony liczbą 11

Mięsień prostownik promieniowy nadgarstka, mięsień prostownik promieniowy śródręcza (łac. musculus extensor carpi radialis) – mięsień występujący w kończynie piersiowej kręgowców.

## Ptaki
U ptaków mięsień ten zaczyna się na dogrzbietowym nadkłykciu kości ramiennej, a kończy na powierzchni przedniej bliższego końca kości nadgarstkowo-śródręcznej.

## Ssaki
Jest to silny mięsień o wrzecionowatym kształcie. Położony jest po przedniej stronie przedramienia, najbardziej przyśrodkowo. Swój początek bierze na grzebieniu nadkłykcia bocznego lub na samym nadkłykciu bocznym kości ramiennej. Następnie formuje silny brzusiec, który po zginaczowej stronie stawu łokciowego przechodzi na przedramię. Ścięgno tego mięśnia przechodzi po grzbietowej stronie nadgarstka i przyczepia się do trzeciej i czwartej kości śródręcza, a u konia do guzowatości na kości trzeciej. U człowieka, świni i kota podzielony jest na dwie jednostki: mięsień prostownik promieniowy długi nadgarstka i mięsień prostownik promieniowy krótki nadgarstka. U psa rozdwojone jest tylko ścięgno, które zaczepia się na drugiej i trzeciej kości śródręcza.
U konia brzusiec tego mięśnia wciśnięty jest między mięsień ramienny, a mięsień prostownik wspólny palców, a po przedniej stronie kości promieniowej przechodzi w ścięgno zespalające się dalej z pasmem ścięgnowym mięśnia dwugłowego ramienia i kończące na trzeciej kości śródręcza. Pod ścięgnem końcowym występuje kaletka mięśnia prostownika promieniowego nadgarstka, a w rejonie nadgarstka pochewka mięśnia prostownika promieniowego nadgarstka.
Mięsień ten działa jako prostownik i stabilizator stawu nadgarstkowego, biorąc udział w zginaniu stawu łokciowego, a u drapieżnych także w ruchach pronacyjnych. Unerwiony jest nerwem promieniowym.